# In His Image
"In His Image" is een aflevering van de Amerikaanse televisieserie The Twilight Zone. Het scenario van de aflevering werd geschreven door Charles Beaumont, gebaseerd op een van zijn eigen korte verhalen.

## Plot

### Opening
What you have just witnessed could be the end of a particularly terrifying nightmare. It isn't; it's the beginning. Although Alan Talbot doesn't know it, he's about to enter a strange, new world, too incredible to be real, too real to be a dream. It's called the Twilight Zone.
— Rod Serling

### Verhaal
Alan Talbot lijkt een doodnormale man. Hij leidt een schijnbaar normaal leven en wordt zelfs verliefd op een vrouw genaamd Jessica Connelly. Op een dag begint hij echter vreemde geluiden te horen die hem hoofdpijn bezorgen.
Wanneer hij zijn thuisstad bezoekt samen met Jessica, lijkt Alans geheugen hem in de steek te laten. Niets is zoals hij het zich herinnert. Alan gaat wanhopig op zoek naar antwoorden. De situatie wordt nog vreemder wanneer Alan een dubbelganger van zichzelf tegenkomt. Die vertelt hem de waarheid: Alan is een robot. De dubbelganger is zijn schepper, Walter Ryder, die Alan gemodelleerd heeft naar zichzelf. Hij heeft ook Alan zijn eigen herinneringen gegeven, maar die herinneringen zijn wel van 20 jaar geleden. Daarom herkende Alan de stad niet.
Wetende dat hij niet lang meer zal bestaan, vertelt Alan Walter over Jessica en vraagt hem zijn plaats in te nemen. Maar dan vindt er een technische storing plaats in Alans systeem waardoor hij door begint te draaien en Walter probeert te vermoorden. Er ontstaat een worsteling tussen de twee mannen. Slechts een van de twee overleeft het en bezoekt Jessica. Er wordt gesuggereerd dat de twee uiteindelijk zullen trouwen. In de slotscène blijkt Walter de man te zijn die het gevecht heeft overleefd.

### Slot
In a way, it can be said that Walter Ryder succeeded in his life's ambition, even though the man he created was, after all, himself. There may be easier ways to self improvement, but sometimes it happens that the shortest distance between two points is a crooked line through the Twilight Zone.
— Rod Serling

## Rolverdeling
- George Grizzard: Alan Talbot/Walter Ryder Jr.
- Gail Kobe: Jessica Connelly
- Katherine Squire: oude vrouw
- Wallace Rooney: man
- James Seay: sheriff
- George O. Petrie: chauffeur

## Trivia
- Deze aflevering staat op volume 16 van de dvd-reeks.
- George Grizzard speelde ook mee in de aflevering The Chaser.
- Dit was de eerste aflevering van de Twilight Zone die 1 uur duurde in plaats van 30 minuten.